# 埃爾姆公園 (阿肯色州)
埃爾姆公園（英語：Elm Park）是位於美國阿肯色州斯科特縣的一個非建制地區。該地的面積和人口皆未知。

## 地理
埃爾姆公園的座標為35°01′17″N 94°07′09″W / 35.02139°N 94.11917°W，而該地的平均海拔高度為169米（即554英尺）。